# Вероника американская
Вероника американская (лат. Veronica americana) — многолетнее травянистое растение, вид рода Вероника (Veronica) семейства Подорожниковые (Plantaginaceae).

## Распространение и экология
Азия: Япония (остров Хоккайдо); Северная Америка: Алеутские острова, Аляска, Канада (особенно на юге и западе), США (на юге до Калифорнии, Южной Каролины и Теннесси), Мексика (по Рио-Гранде и её притокам); Дальний Восток России: Охотское побережье между Охотском и Николаевском-на-Амуре, Камчатка, Сахалин, Курильские острова, Командорские острова, на севере достигает 60° северной широты.
Произрастает в медленно текущих водах у берегов, в мелкой воде, частично погруженные растения, в горах до 800 м над уровнем моря.

## Ботаническое описание
Корневище косое или горизонтальное. Стебли высотой 5—50 см, голые, слабо ветвистые, лежачие или приподнимающиеся, укореняющиеся в нижних узлах, округлые.
Листья на очень коротких черешках, толстоватые, яйцевидные до ланцетных, длиной 3—7 см, шириной около 3 см, на верхушке тупо закруглённые или острые, почти цельнокрайные или в верхней части явно пильчато-зубчатые, у основания с наибольшей шириной, усечённые, закругленные или почти сердцевидные, резко переходят в черешок.
Кисти рыхлые, длиной 3—10 см, 10—30-цветковые, на цветоносах, пазушные, иногда разветвлённые; цветоножки голые, при плодах горизонтально отклонённые, длиной от 4,5 мм до 1 см и более. Чашечка голая, длиной около 3—4 мм, с четырьмя ланцетно-продолговатыми долями; венчик розовый или голубой, без полосок, диаметром 4—9 мм.
Коробочка почти шаровидная, длиной 3—4 мм, шириной 4—5 мм, на верхушке слабо выемчатая или совсем не выемчатая, несколько короче чашечки, голая. Семена в числе 20—30, слабо сплюснутые, длиной около 0,5 мм, эллиптические до округлых, слабо морщинистые.

## Таксономия
Вид Вероника американская входит в род Вероника (Veronica) семейства Подорожниковые (Plantaginaceae) порядка Ясноткоцветные (Lamiales).
|  |                                      |  |                                                             |                                                             |                          |  | ещё 21 семейство (согласно Системе APG II) | ещё 21 семейство (согласно Системе APG II) |                           |  |  |  | ещё от 300 до 500 видов |
|  |                                      |  |                                                             |                                                             |                          |  | ещё 21 семейство (согласно Системе APG II) | ещё 21 семейство (согласно Системе APG II) |                           |  |  |  | ещё от 300 до 500 видов |
|  |                                      |  |                                                             | порядок Ясноткоцветные                                      |                          |  |                                            |                                            | род Вероника              |  |  |  |                         |
|  |                                      |  |                                                             | порядок Ясноткоцветные                                      |                          |  |                                            |                                            | род Вероника              |  |  |  |                         |
|  | отдел Цветковые, или Покрытосеменные |  |                                                             |                                                             | семейство Подорожниковые |  |                                            |                                            | вид Вероника американская |  |  |  |                         |
|  | отдел Цветковые, или Покрытосеменные |  |                                                             |                                                             | семейство Подорожниковые |  |                                            |                                            |                           |  |  |  |                         |
|  |                                      |  | ещё 44 порядка цветковых растений (согласно Системе APG II) | ещё 44 порядка цветковых растений (согласно Системе APG II) |                          |  |                                            | ещё 90 родов                               | ещё 90 родов              |  |  |  |                         |
|  |                                      |  |                                                             | ещё 44 порядка цветковых растений (согласно Системе APG II) |                          |  |                                            |                                            | ещё 90 родов              |  |  |  |                         |